# Rüdiger Jungbluth
Rüdiger Jungbluth (* 14. Dezember 1962 in Brühl) ist ein deutscher Journalist und Autor.
Jungbluth studierte Volkswirtschaft und Politik. Er absolvierte die Kölner Journalistenschule und arbeitete später für den Stern, den Spiegel und die Zeit.

## Werk
- Tod in der Südstadt. Emons Verlag, Köln 1990, ISBN 3-924491-26-7.
- Die Quandts. Ihr leiser Aufstieg zur mächtigsten Wirtschaftsdynastie Deutschlands. Campus, Frankfurt am Main 2002, ISBN 3-593-36940-0.
- Die Oetkers: Geschäfte und Geheimnisse der bekanntesten Wirtschaftsdynastie Deutschlands. Campus, Frankfurt am Main 2004, ISBN 3-593-37396-3.
- Die 11 Geheimnisse des IKEA-Erfolgs. Campus, Frankfurt am Main 2006, ISBN 3-593-37776-4.
- Die Quandts. Deutschlands erfolgreichste Unternehmerfamilie. Campus, Frankfurt am Main 2015, ISBN 978-3-593-50270-0.
- Die Quandts. Ihr Aufstieg, ihre Schuld, ihr Reichtum. 3., aktualisierte und erweiterte Auflage. Campus, Frankfurt am Main 2024, ISBN 978-3-593-51927-2.